# Robert Příhoda
Robert Příhoda (12. července 1857, Prešpurk, Rakousko – 17. února 1903, Vídeň, Rakousko-Uhersko) byl rakousko-uherský architekt.
Robert Příhoda se narodil v Prešpurku (dnešní Bratislavě) do vojenské rodiny. Studoval na Českém vysokém učení v Praze a později na Technické univerzitě ve Vídni. Poté navštěvoval Akademii výtvarných umění ve Vídni, kde spolupracoval s Friedrichem von Schmidtem. S ním se také podílel na výstavbě vídeňské radnice. V roce 1885 si založil firmu spolu s Josefem Němečkem (Příhoda & Němeček). Od roku 1887 byl členem Rakouského sdružení inženýrů a architektů (Österreichischer Ingenieur- und Architekten-Verein) a o rok později vstoupil i do Sdružení výtvarných umělců ve Vídni. Byl představitelem pozdního historismu; rád se ve svých stavbách inspiroval např. renesanční architekturou.
Byl architektem řady staveb ve Vídni (především městských domů). Na území dnešní České republiky navrhl např. vilu Tereza, vilu Ahlan a vilu Vyšehrad v Karlových Varech nebo budovu prachatického gymnázia.